# 南京国际展览中心

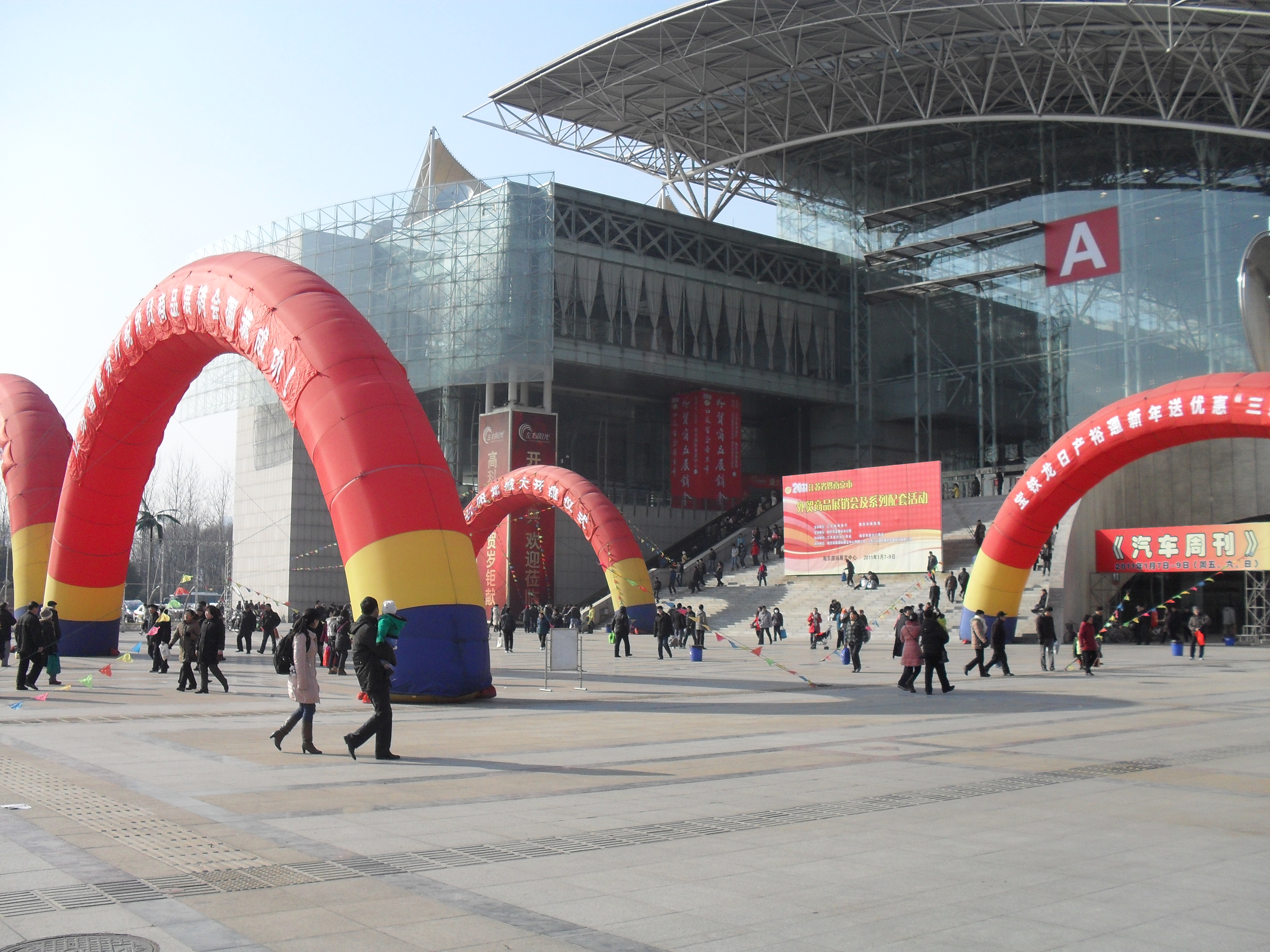
南京国际展览中心

南京国际展览中心（英語：Nanjing International Exhibition Center）又称新庄国际展览中心，是一座位于江苏南京玄武区的综合展览馆。

## 历史
2000年建成开馆，靠近南京火车站和南京林业大学。曾经作为2014年夏季青年奥林匹克运动会马术比赛场馆。

## 交通
- 南京地铁3号线南京林业大学·新庄站